# 데니스 부치카리스

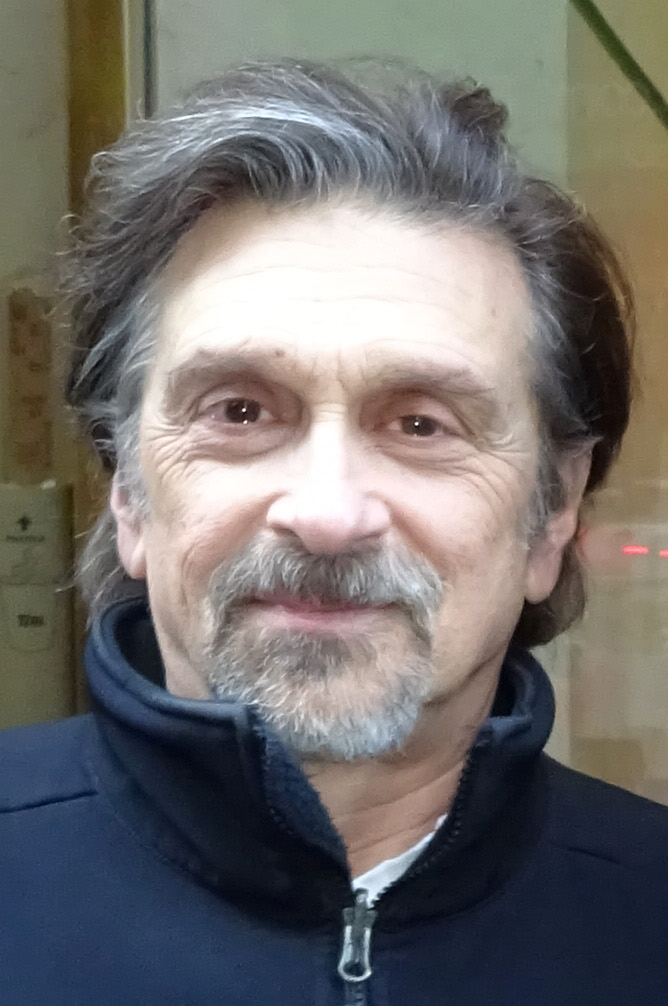

데니스 부치카리스(Dennis Boutsikaris, 1952년 12월 21일 ~ )는 미국의 배우, 성우이다.
뉴어크에서 태어났다.

## 출연 작품
- 임파서블 몬스터즈 (2018년)
- 머니 몬스터 (2016년) - 에이버리 구들로 역
- 로렐 (2015년) - 팻 개러티 역
- 통제할 수 없는 (2014, She's Lost Control)
- 본 레거시 (2012년) - 테렌스 워드 역
- 마이 소울 투 테이크 (2010년)
- 더블유 (2008년) - 폴 울포위츠 역
- 체리 크러쉬 (2007년) - 벤 웰스 역
- 찰리 뱅스의 교육 (2007년)
- 데이 크롤 (2001년)
- 인 드림스 (1999년)
- 생존 (1997, Survival On The Mountain)
- 블랙 레이디 (1997년)
- 써든 테러 (1996년)
- 우디 앨런의 사랑과 배신 (1995년)
- 보이즈 온 더 사이드 (1995년)
- 분노의 부정 (1990년)
- 썬더보트 (1989년)
- 4인의 방랑자 (1989년) - 와이즈만 박사 역
- 크로커다일 던디 2 (1988년)
- 익스터미네이터 (1980년)

### 텔레비전
- 맨하탄의 사나이 (1987-89)
- 로앤오더 (1990-2004)
- 머피 브라운 (1994)
- 제시카의 추리극장 (1994)
- 닥터 슬론 (1998)
- ER (1998)
- 성범죄수사대: SVU (1999-2014)
- 엑스파일 (2000)
- 천사의 손길 (2000)
- 더 프랙티스 (2002)
- 서드 워치 (2002)
- 탐정 몽크 (2002)
- 제7의 천국 (2003)
- 크로싱 조던 (2005)
- 라스베가스 (2005)
- 크리미널 마인드 (2006)
- 나는 여검사다 (2006-07, Close to Home)
- Six Degrees (2006-07)
- CSI: 과학수사대 (2007)
- 뉴욕 특수수사대 (2009)
- Kings (2009)
- 고스트 & 크라임 (2010)
- 그레이 아나토미 (2010)
- 하우스 (2010)
- 셰임리스 (2011-12)
- 굿 와이프 (2011-12)
- 블루 블러드 (2012)
- 멘탈리스트 (2013)
- 엘리멘트리 (2013)
- 바디 오브 프루프 (2013)
- 퍼슨 오브 인터레스트 (2013)
- 마담 세크리터리 (2015)
- 베터 콜 사울 (2015-22)
- 렉티파이 (2016)
- 빌리언스 (2016-18)
- 콴티코 (2017)
- 맥가이버 (2018)
- FBI (2019)
- 블라인드스팟 (2019)
- 불 (2020)
- 블랙리스트 (2020)